# Victor Hugo de Azevedo Coutinho
Victor Hugo de Azevedo Coutinho GCC • ComA • GOA (São Lourenço, Macau, 12 de novembro de 1871 – Lisboa, 27 de junho de 1955) foi um oficial da Armada, professor da Escola Naval e da Universidade de Coimbra e político ligado ao Partido Democrático.
Exerceu as funções de Presidente do Ministério de um dos governos da Primeira República Portuguesa, tendo governado entre 12 de Dezembro de 1914 e 25 de Janeiro de 1915. Sendo este composto essencialmente por figuras consideradas de segunda linha, pelos seus adversários políticos, esse Ministério ficou jocosamente conhecido por eles por "Adega do Braga", devido ao facto de Alexandre Braga também fazer parte do elenco governativo, numa altura em que lhe eram atribuídos problemas de alcoolismo, e também por "Miseráveis de Victor Hugo", em alusão ao célebre livro do seu homónimo mais popular. 
E teve a particularidade, desse governo como primeiro ministro, da pasta da Marinha ter sido simultaneamente gerida por ele.
Tendo sido ministro da Marinha por três vezes. A primeira de Dezembro de 1914 a Janeiro de 1915 como referido, a segunda de Novembro de 1915 a Abril de 1917 e a terceira vez de Fevereiro de 1922 a Julho de 1923, época em que contribuiu decididamente para a realização e sucesso da Primeira travessia aérea do Atlântico Sul, feita por Gago Coutinho e Sacadura Cabral, em 1922.
Foi Alto-Comissário (Governador) para Moçambique, de Novembro de 1924 a Maio de 1926.

## Biografia
Por ser filho de um oficial militar de carreira nasceu e cresceu fora de Portugal continental, em Macau.
Assentou praça na Armada Portuguesa, sendo admitido como aspirante em 5 de Novembro de 1888. Concluído o curso da Escola Naval, foi promovido a guarda-marinha em 1892, iniciando uma carreira militar naval multifacetada que o levaria ao posto de capitão-de-mar-e-guerra em 1929 (2.º tenente em 1893; 1.º tenente em 1899; capitão-tenente em 1914; e capitão-de-fragata em 1917).
Especializou-se em Engenharia Hidrográfica e para além do exercício de funções docentes, políticas e na administração colonial, ao longo dessa carreira integrou as guarnições de vários navios de guerra, entre os quais as corvetas Vasco da Gama (1889, 1893), Bartolomeu Dias (1890, 1893), Mindelo (1891, 1893) e Duque da Terceira (1899), dos transportes África (1889, 1893, 1898) e Índia (1896), da fragata D. Fernando II e Glória (1891), da barca Cabinda (1892, 1893) e das canhoneiras Limpopo (1892, 1902–1903), Rio Lima (1895), Zaire (1896) e Vouga (1905).
Participou activamente nas campanhas de pacificação conduzidas pelas forças militares portuguesas em Moçambique, tendo integrado as forças que fizeram a Campanha de Lourenço Marques (1894–1895) e a Campanha de Gaza (1897).
Em 1898 como 2.° Tenente, fez o reconhecimento hidrográfico (cartografia fluvial) do rio Incomati em Moçambique. 
Em 14 de Julho de 1902 foi exonerado do cargo de Ajudante da Escola Naval e de Instructor de Aparelhos e Cálculos Náuticos, para assumir o comando da canhoeira Limpopo.
Em 7 de Junho de 1903, pediu como 1º Tenente a exoneração do comando da canhoeira Limpopo, para poder terminar o tirocínio legal para promoção ao posto imediato.
Por decreto de 8 de Janeiro de 1904, foi nomeado lente de Hidrografia (8ª Cadeira) da Escola Naval. Uma carreira docente durante mais de trinta anos e que terminou em 1935. Deixou uma valiosa obra pedagógica. Sendo co-autor das famosas tábuas náuticas que ficaram conhecidas como "Tábuas de Fontoura e Coutinho". 
Em 9 de Agosto de 1906 o Concelho da Escola Naval aprova o livro publicado por VHAC »Apontamentos para um Curso Elementar de Hidrografia» para ser usado pelos alunos.
Em 19 de Outubro de 1908, foi nomeado professor interino do Liceu Passos Manuel de Lisboa.
Em 14 de Agosto de 1909, recebeu na Escola Naval o vapor “Lidador” com o fim de acompanhar os seus alunos nos trabalhos de Hidrografia.
A 19 de Outubro de 1910, no início da República foi nomeado Ajudante de Campo do Ministro da Marinha e Colónias.
Em 22 de Outubro de 1910, apresentou-se na Majoria General, com guia da Escola Naval, visando apresentar-se no gabinete do Ministro da Marinha.
Em 25 de Outubro de 1910, foi nomeado Vogal, da comissão incumbida de dar conformidades a vários projectos relativos à reorganização dos diversos serviços da Armada.
Em 29 de Novembro de 1910, foi exonerado a seu pedido de vogal na Comissão de Reorganização da Armada.
Em 30 de Novembro de 1910 foi nomeado Administrador por parte do Governo, na “Companhia de Moçambique”, em substituição a Luciano Afonso da Silva Monteiro.
A 23 de Dezembro de 1910, pelo Diário do Governo nº69 de 26-XII-910 foi transferido do cargo anterior de Ajudante de Campo, para o de Secretário de Estado do mesmo Ministro da Marinha e Colónias. A sua patente na altura era a de 1º tenente.
A 7 de Fevereiro de 1911 foi nomeado vogal substituto do Tribunal de Honra de Lisboa.
Em 17 de Junho de 1911 foi nomeado vogal do Concelho Tutelar e Pedagógico Exercido de Terra e Mar.
Em 25 de Agosto de 1911 foi eleito Deputado do Congresso da República Portuguesa, iniciando-se assim oficialmente a sua carreira política.
Em 31 de Julho de 1911, embarcou no rebocador “Bérrio” como lente da 8ª cadeira da Escola Naval (Hidrografia), acompanhando os alunos do respectivo curso em tirocínio de trabalhos práticos.
Em 1912 foi o impulsionador e fundador da MISSÃO HIDOGRÁFICA PARA A CARTOGRAFIA DA COSTA DE PORTUGAL.
Em 27 de Janeiro de 1913 foi nomeado vogal da Comissão encarregue de estudar e propor as bases para organização de um Arsenal ou estabelecimento Fabril, na margem esquerda do Tejo, actual Alfeite, sem encargo para o Estado.
Em 21 de Agosto de 1913 faz parte da comissão de análise de trabalhos efectuados pelo primeiro-tenente, Isaías Augusto Newton, relativo a um processo de cálculos náuticos.
Em 30 de Setembro de 1913 foi nomeado Director do Instituto Feminino de Educação e Trabalho, professor do 5º grupo de disciplinas até 04 de Janeiro de 1915. Tinha a patente de 1º Tenente.
Em 12 de Dezembro de 1914, foi nomeado Ministro da Marinha e simultaneamente de Presidente do Conselho de Ministros (Primeiro-Ministro), até ser exonerado a seu pedido em 25 de Janeiro de 1915. Sendo assim o mais curto mandato como Primeiro-ministro da 1ª República.
Em 29 de Novembro de 1915 foi nomeado pela segunda vez Ministro da Marinha, cargo que permaneceu cerca de um ano e meio até 25 de Abril de 1917. Neste seu segundo consulado nos dias, 06-02-1916, 24-02-1916 e 06-03-1916 foram apresados diversos navios alemães estacionados em portos Nacionais (70 navios alemães e 2 austro-húngaros), por influência da Inglaterra o que originou finalmente, a declaração de guerra pela Alemanha, em 9 de Março de 1916. Correspondendo assim á nossa entrada oficial na 1ª Grande Guerra.
A 3 de Dezembro de 1916 um submarino alemão U-83, atacou a cidade do Funchal, na Madeira, e torpedeou dois navios franceses e um inglês.
Como ministro foi “convidado a autorizar” o aprisionamento dos navios alemães fundeados em portos portugueses e os ceder (42 navios dos apresados) a Inglaterra em forma de aluguer que nos faziam falta … e dos quais, só mais tarde voltaram 20. Este tema aliás, quase resultou em mais uma revolta da Armada.
No ano de 1916 foi "requisitado" á Companhia Nacional de Navegação o paquete "Malange", lançado ao mar em 1889, para ser utilizado como cruzador auxiliar, recebendo o nome de “Pedro Nunes”.
Em Abril de 1917 é dado o término do seu mistério.
Em 11 de Dezembro de 1917 foi episodicamente preso no forte S. Julião da Barra, juntamente com outros camaradas da Marinha, por problemas de ordem política. Pela Junta Revolucionária, na sequência da revolta militar comandada por Sidónio Pais, seis dias depois da destituição do partido Democrático do poder e do presidente da república Bernardino Machado. Terá permanecido preso cerca de um mês e depois liberto, não havendo registos da data de saída do forte.
Em Dezembro de 1918, deu-se a morte de Sidónio Pais, assassinado no Rossio, Lisboa pela Carbonária e em que esteve envolvido o partido Democrático a que pertencia Victor Hugo.
Em 8 de Fevereiro de 1919, foi nomeado para substituir o capitão-de-fragata Abel Fontoura da Costa, na comissão nomeada. 
Em 7 de Maio de 1919 foi nomeado, o representante português na Conferência HIDROGRÁFICA INTERNACIONAL, em Londres. Apresentando-se na Escola Naval em 5 de Agosto de 1919 após regressar da respectiva Conferência. Na sequência desta Conferência de grande importância na época foi nomeado, para fazer parte da comissão que estudou e propôs a organização dos SERVIÇOS HIDROGRÁFICOS DA MARINHA da qual seria o fundador (nomeado desde 1960 como INSTITUTO HIDROGRÁFICO, do qual viria a ocupar-se num período intercalar entre o seu 2º e a 3º consulado como Ministro da Marinha.
Em Fevereiro de 1922 foi nomeado pela terceira vez Ministro da Marinha, cargo que permaneceu cerca de um ano e meio até a Julho de 1923, época em que contribuiu decididamente para a realização e o sucesso da PRIMEIRA TRAVESSIA AÉREA DO ATLÂNTICO SUL, feita por Gago Coutinho e Sacadura Cabral, em 1922. 
Em 1923 mandou construir na Noruega o primeiro navio oceanográfico português, o “Albacora”.
Julho de 1923, final do seu consulado com MINISTRO DA MARINHA, pela 3ª vez.
De 7 de Julho de 1923 permaneceu no COMANDO SUPERIOR DA ESCOLA DA MARINHA e depois no COMANDO GERAL DA ARMADA até…
Em 31 de Agosto de 1923 foi nomeado pelo Ministério das Colónias, o ALTO-COMISSÁRIO (GOVERNADOR) para Moçambique onde permaneceu até regressar a Portugal e ser exonerado voluntariamente por decreto, em 12 de Junho de 1926. Exerceu o cargo em Moçambique de 15 de Novembro de 1924 a 10 de Maio de 1926.
A 17 de Junho de 1926 apresentou-se no Comando Geral da Armada.
De 17 de Junho de 1926 a 1 de Outubro de 1935, cerca de 9 anos, fez parte da DIRECÇÃO DA ESCOLA NAVAL, dedicado exclusivamente ao trabalho docente e afastado da política nacional.
Em 16 de Abril de 1927, foi dada autorização a Victor Hugo AC, capitão-de-fragata e lente da 8ª cadeira da Escola Naval, para reger a cadeira de Topografia na Faculdade de Ciências da Universidade de Coimbra. Às sextas-feiras e sábados na Universidade de Coimbra e de segunda-feira a quinta-feira na Escola Naval, em Lisboa.
Em 7 de Julho de 1931, foi concedido o grau de Doutor “Honoris Causa” em Ciências Matemáticas, pela Universidade de Coimbra.
Na Escola Naval acumulou a 3ª Cadeira docente a 30 de Junho de 1931.
Passou à reserva no dia 12 de novembro de 1933.
Em 25 de Julho de 1936 foi autorizado a residir durante os meses de Agosto, Setembro e Outubro em Monte Real, distrito de Leiria onde tinha a casa de veraneio.
Em 23 de Janeiro de 1940 foi inscrito subescritor da Caixa Geral de Aposentações, com o nº 760.
Em 28 de Novembro de 1941 reformou-se.

## Louvores e Condecorações
- Rainha Dona Amélia de 1894-1895, medalha de prata de Expedição a Moçambique, contra o régulo Gungunhana, em 1896.
- Campanha de Gaza, Moçambique em 1897
- Reconhecimento Hidrográfico do Rio Incomáti, Moçambique, em 10 de Abril de 1898
- Cruz de cavaleiro da Real Ordem de Avis, em 15 de Dezembro de 1901.
- Medalha Militar de prata de Comportamento Exemplar, em 12 de Dezembro de 1905.
- Comendador da Ordem de São Bento de Avis, em 06 de Março de 1919.
- Medalha Militar de ouro de Comportamento Exemplar, em 31 de Março de 1919.
- Louvor por portaria de 15 de Outubro de 1919, pelo auxílio eficaz que prestou no comando das forças republicanas no ataque a Monsanto contra os revoltosos da Monarquia do Norte em 24 de Janeiro de 1919.
- A Grã-Cruz da Ordem Militar de Cristo em 19 de Janeiro de 1923, atendendo às circunstâncias para a feliz realização da primeira Viagem Aérea, Lisboa – Rio de Janeiro, prestos grandes serviços conducentes à sua Pátria.
- Medalha de ouro de Filantropia e Caridade em 17 de Julho de 1923.
- Grau de Grande Oficial da Legião de Honra de França em 13 de Novembro de 1923.
- Grande Oficial da Ordem Militar de Avis em 1 de Outubro de 1930.
- Louvor dado em 1 de Outubro de 1935 pelo Director e Comandante da Escola Naval , pela forma Criteriosa, Inteligente e Dedicada como desempenhou durante mais de 30 anos as funções de professor de Hidrografia da referida Escola Naval.
- A 1 de Março de 1919 foi feito Comendador da Ordem Militar de São Bento de Avis, a 28 de Janeiro de 1923 foi agraciado com a Grã-Cruz da Ordem Militar de Nosso Senhor Jesus Cristo e a 5 de Outubro de 1930 foi elevado a Grande-Oficial da Ordem Militar de São Bento de Avis.[2]

## Dados genealógicos
Nasceu na freguesia de São Lourenço da cidade de Macau, a 12 de Novembro de 1871 filho do general de brigada Manuel de Azevedo Coutinho e de sua mulher Leonor Stuart de Mendonça, onde foi baptizado sendo seus padrinhos, Maximiano dos Remédios Júnior e Maria Bernardina dos Remédios, Faleceu em Lisboa a 27 de Junho de 1955.
Casou duas vezesː
A primeira em 23/07/1898 com Aurora Elizenda Ramires Leal, nascida e falecida em Lisboa a 7/04/1916 na Rua dos Poço dos Negros, 40 – 2º Sta Catarina. Filha de Alfredo José Ramires Leal e Carolina Augusta de Melo. Residiram em Lisboa, na Travessa das Mercês, 9 – 1º andar. 
Desse casamento tiveram dois filhosː
- João Manuel de Azevedo Coutinho, nascido a 22 de Junho de 1904 em casa de seus Pais. Baptizado a 22 de Outubro de 1904, na igreja paroquial de Nossa Senhora das Mercês 3º bairro de Lisboa. Foram os seus padrinhos, Joaquim da Cunha Teles e Vasconcelos (oficial da Marinha) morador na Rua do Olival, 254 – 2º andar e a sua Avó materna, Carolina Augusta de Melo. Em Setembro de 1914, entrou para o Colégio Militar que frequentou. Casou com D. Maria Olga Crawford de Freitas Ferraz, falecida em 19 de Agosto de 1991. Foi médico e viveram em Almada. Não deixaram descendentes.

- Maria Teresa Leal de Azevedo Coutinho, nasceu em Lisboa a 5 de Abril de 1908 e faleceu a 27 de Janeiro de 1979. Viveu em Lisboa. Faleceu solteira e sem geração.

Em 10 de Maio de 1923, Victor Hugo, sendo viúvo, voltou a se casar com Maria Teresa Tavares de Almeida, divorciada de Eugénio Cândido Osório.
Victor Hugo teve um irmão e três irmãs:
Maria Helena, Mário e Maria Stuart sem descendência e Maria Isabel de Azevedo Coutinho com descendência.